# Везапонен
Везапоне́н (фр. Vézaponin) — коммуна во Франции, находится в регионе Пикардия. Департамент коммуны — Эна. Входит в состав кантона Вик-сюр-Эн. Округ коммуны — Суассон.
Код INSEE коммуны — 02793.

## Население
Население коммуны на 2010 год составляло 131 человек.
| 1962 | 1968 | 1975 | 1982 | 1990 | 1999 | 2010 |
| ---- | ---- | ---- | ---- | ---- | ---- | ---- |
| 124  | 121  | 109  | 110  | 117  | 129  | 131  |

## Экономика
В 2010 году среди 92 человек трудоспособного возраста (15—64 лет) 59 были экономически активными, 33 — неактивными (показатель активности — 64,1 %, в 1999 году было 70,3 %). Из 59 активных жителей работали 48 человек (32 мужчины и 16 женщин), безработных было 11 (2 мужчин и 9 женщин). Среди 33 неактивных 10 человек были учениками или студентами, 11 — пенсионерами, 12 были неактивными по другим причинам.